# Zwartvleugelsaltator
De zwartvleugelsaltator (Saltator atripennis) is een zangvogel uit de familie Thraupidae (Tangaren).

## Verspreiding en leefgebied
Deze soort telt 2 ondersoorten:
- Saltator atripennis atripennis: westelijk Colombia en noordwestelijk Ecuador.
- Saltator atripennis caniceps: van centraal Colombia tot het westelijke deel van Centraal-Ecuador.